# Gorczyce (Kowale Oleckie)
Gorczyce (deutsch Gortzitzen, 1909 bis 1945 Gartenberg) ist ein Ort in der polnischen Woiwodschaft Ermland-Masuren und gehört zur Landgemeinde Kowale Oleckie (Kowahlen, 1938 bis 1945 Reimannswalde) im Powiat Olecki (Kreis Oletzko, 1933 bis 1945 Kreis Treuburg).

## Geographische Lage
Gorczyce liegt im Nordosten der Woiwodschaft Ermland-Masuren, elf Kilometer nördlich der Kreisstadt Olecko (Marggrabowa, 1928 bis 1945 Treuburg).

## Geschichte
Das kleine Dorf, vor 1785 Alt Gollubien genannt – danach Gorzitzen (nach 1871) und Gortzitzen (bis 1909) –, wurde im Jahre 1563 gegründet. Im Jahre 1874 wurde es in den neu errichteten Amtsbezirk Schareyken (polnisch Szarejki) eingegliedert, der – 1938 in „Amtsbezirk Schareiken“ umbenannt – bis 1945 bestand und zum Kreis Oletzko – ab 1933 „Landkreis Treuburg“ genannt – im Regierungsbezirk Gumbinnen der preußischen Provinz Ostpreußen gehörte. Am 24. Juli 1909 wurde Gortzitzen in „Gartenberg“ umbenannt. Im Jahre 1910 zählte das Dorf 59 Einwohner.
Aufgrund der Bestimmungen des Versailler Vertrags stimmte die Bevölkerung im Abstimmungsgebiet Allenstein, zu dem Gartenberg gehörte, am 11. Juli 1920 über die weitere staatliche Zugehörigkeit zu Ostpreußen (und damit zu Deutschland) oder den Anschluss an Polen ab. In Gartenberg stimmten 36 Einwohner für den Verbleib bei Ostpreußen, auf Polen entfiel keine Stimme.
Am 30. September 1928 verlor Gartenberg seine Eigenständigkeit, als es sich mit Teilen des Gutsbezirks Daniellen (1938 bis 1945: Kleinreimannswalde, polnisch Daniele) und der Landgemeinde Monethen (1938 bis 1945: Moneten, polnisch Monety) zur neuen Landgemeinde Monethen zusammenschloss.
In Kriegsfolge kam Gartenberg wie alle Orte des südlichen Ostpreußens 1945 zu Polen und heißt seither „Gorczyce“. Heute ist es eine Ortschaft im Verbund der Landgemeinde Kowale Oleckie im Powiat Olecki, bis 1998 der Woiwodschaft Suwałki, seitdem der Woiwodschaft Ermland-Masuren zugehörig.

## Religionen
Die vor 1945 mehrheitlich evangelische Bevölkerung Gartenbergs war in das Kirchspiel der Kirche zu Schareyken (1938 bis 1945 Schareiken, polnisch Szarejki) eingepfarrt, die zum Kirchenkreis Oletzko/Treuburg in der Kirchenprovinz Ostpreußen der Kirche der Altpreußischen Union gehörte. Die katholischen Kirchenglieder waren zur Pfarrei in Marggrabowa (1928 bis 1945: Treuburg, polnisch Olecko) im damaligen Bistum Ermland hin orientiert.
Heute gehören die überwiegend katholischen Einwohner Gorczyces zur neu errichteten Pfarrei in Szarejki, der das einst evangelische Gotteshaus nun als Pfarrkirche dient. Sie ist Teil eines der beiden Dekanate Oleckos im Bistum Ełk (Lyck) der Katholischen Kirche in Polen. In Gorczyce lebende evangelische Kirchenglieder sind der Kirchengemeinde in Gołdap (Goldap) zugeordnet, einer Filialgemeinde der Pfarrei in Suwałki in der Diözese Masuren der Evangelisch-Augsburgischen Kirche in Polen.

## Verkehr
Gorczyce liegt östlich der polnischen Landesstraße DK 65 (einstige deutsche Reichsstraße 132) und ist von Daniele (Daniellen, 1938 bis 1945 Kleinreimannswalde) aus bzw. über Monety (Monethen, 1938 bis 1945 Moneten) zu erreichen. Eine Bahnanbindung besteht nicht.